# مادة عضوية ترابية

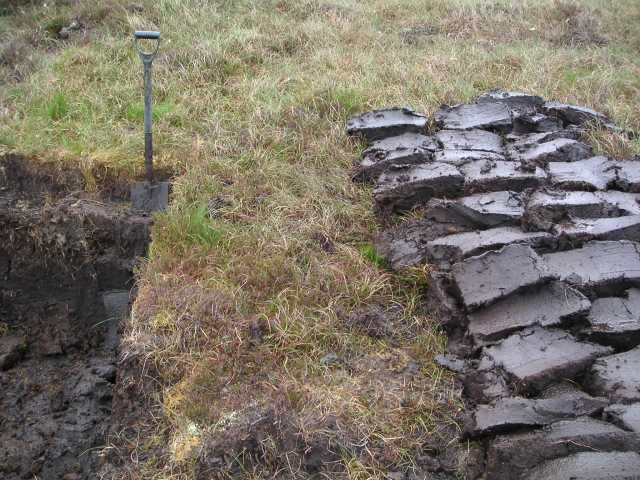

المادة العضوية الترابية (اختصاراً SOM) مادة عضوية تتكون من التراب. ويمكن تقسيمها إلى ثلاث مجموعات عامة: الكتلة الحيوية الحية للكائنات الدقيقة ، البقايا المتحللة حديثاً (في الحال) و جزئياً ، والدبال: المادة العضوية المتفككة و المادة العضوية المستقرة إلى حد كبير . عموماً السطح المبعثر لم يدرج كجزء من المادة العضوية الترابية . تحتوي هذه التربة على نسبة عالية من المحتوى العضوي أو محتويات خثية وتكون عادة كثيرة الاحتفاظ بالرطوبة. لكنها يمكن أن تكون حامضية خاصة إذا كان هناك صخر سفلي كما في أرض المستنقع. كما يمكن هناك مشكلة في نظام الصرفة - تم تطوير الخث لأنه المادة التي لم يتم تحليلها بنفس الطريقة التي تم التخزين فيها. وهذا ممكن بسب اثقال الماء. يمكن لهذه التربة إنتاج بعض العشب الجيد بالرغم من أنها قد تعاني من نقص في الرطوبة في الصيف لأن الرطوبة العالية لا تشجع التجذر العميق.

## الدُّبال
المقال الرئيسي: الدبال
في الأتربة المستقرة، يسيطر الدبال على جزئية المادة العضوية الترابية . ولذلك فمعظم فوائد وخواص المادة العضوية الترابية تتعلق على وجه التحديد بالدبال .